# Musée de Shanghai

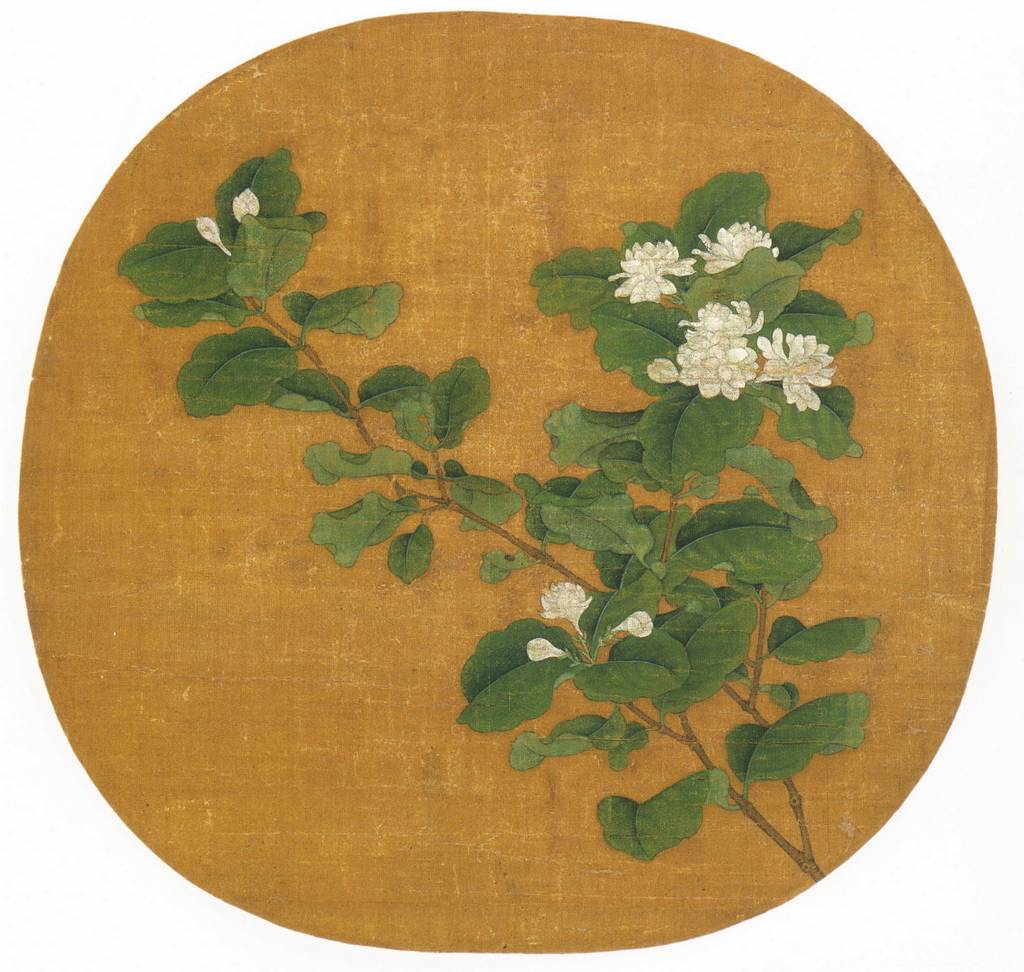
Branche de jasmin blanc. Peintre de fleurs et oiseaux. XIIe siècle, Dynastie Song

Le musée de Shanghai (上海博物館) est un musée d'art chinois ancien situé à Puxi sur la Place du Peuple dans le district de Huangpu à Shanghai, Chine. L'entrée y est gratuite. Il est situé en face de la Mairie de Shanghai.

## Collections
Le musée est organisé en différentes salles répartissant sur trois étages les collections comme ci-dessous :
- Calligraphie et peinture
- Sculptures
- Céramiques
- Objets en bronze
- Objets en jade
- Sceaux
- Meubles
- Monnaies
- Arts des minorités nationales

Le musée compte environ un million d'objets couvrant 21 domaines. Les collections de bronzes, de céramiques de calligraphies et de peintures sont particulièrement imposantes.

## Histoire

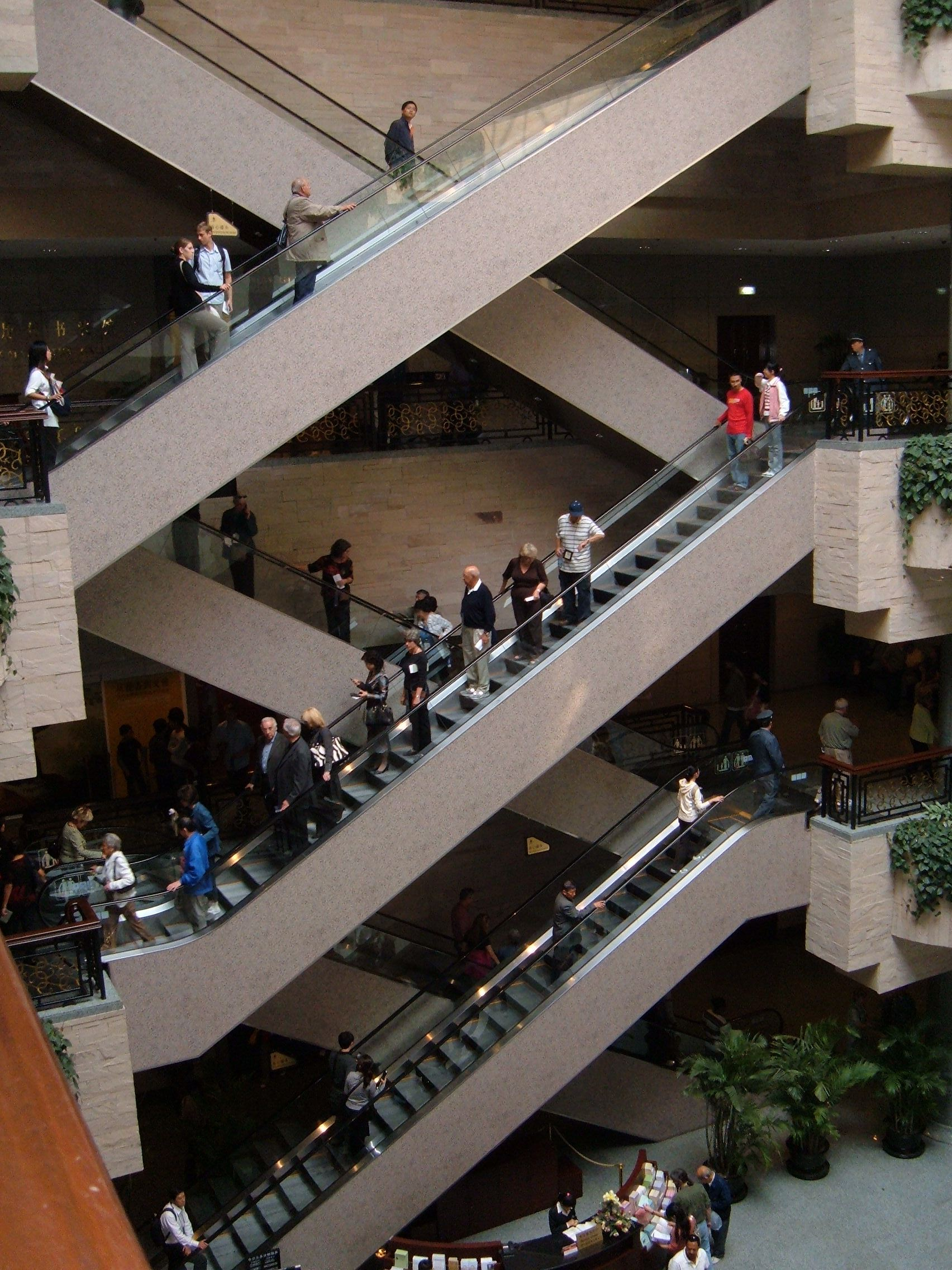
Intérieur du bâtiment.

Avant 1949 et la proclamation de la République Populaire de Chine, Shanghai accueille parmi les plus grands marchés aux antiquités de l’Asie de l’Est et a un statut de plaque tournante dans le milieu de l’art traditionnel. Par la suite, le Parti Communiste Chinois met fin à ses marchés et ordonne la confiscation de nombreuses œuvres. Toutefois, en 1952, le premier musée d’art de Shanghai ouvre sur la Nanjing Xi Lu, à l’emplacement de l’ancien Club des courses hippiques. Ma Chengyuan, et Wang Qingzheng (qui deviennent ensuite respectivement directeur et vice-directeur du Musée de Shanghai) rejoignent l’équipe de ce premier musée peu après sa création. Ma Chengyuan participe à la sélection de quelque 13 000 bronzes, peintures, jades, calligraphies, meubles qui constitueront la collection primitive du musée.
En 1959, le musée déménage dans les bâtiments de la banque Zhong Hui sur la Henan Nan Lu, la majeure partie des antiquités est emballée et stockée dans les coffres forts de la banque. Les œuvres jouissent d’une protection officielle jusqu’à la Révolution culturelle de 1966-76 et l’appel de Mao à détruire toutes les reliques de la Chine prérévolutionnaire. Pour protéger la collection des Gardes Rouges, Ma Chengyuan dort alors dans son bureau, reçoit les appels des collectionneurs apeurés, répartit le travail des employés du musée afin qu’ils protègent et répertorient les œuvres d’art. Devançant les ennuis, Monsieur Ma ordonne à son équipe de se grimer en Gardes Rouges et peint des slogans révolutionnaires sur les vitrines d’exposition. Mais la résistance prend soudain une tournure nouvelle : l’équipe du musée se scinde. La faction la plus extrémiste emprisonne et torture Ma Chengyuan et ses alliés pendant neuf mois dans la réserve du musée, cherchant à faire avouer à Ma qu’il a vendu des objets du musée pour son propre compte. Ce dernier ne cède pas et est finalement envoyé cinq ans dans un camp de travail pour les fonctionnaires de Shanghai à Hubbei. Il ne retourne à Shanghai qu’en 1972 pour organiser une exposition d’œuvres chinoises aux États-Unis, après la venue du Président Nixon en Chine. Une partie importante de la collection a été sauvée et cachée hors de Shanghai dans des dépôts souterrains des montagnes du sud de l’Anhui.
Ma Chengyuan est nommé directeur du musée au début des années 1990. Il entreprend un travail de prospection, cherche à lever des fonds publics et privés (notamment auprès des riches collectionneurs de Hong-Kong) afin de reloger le musée dans un bâtiment plus approprié. En 1992, la municipalité de Shanghai alloue une parcelle au Musée en plein centre de la ville, sur la Place du Peuple ; la construction prend trois ans et le musée ouvre finalement en 1996.
Le bâtiment est constitué d'une base carrée et d'un plafond rond, évoquant un ding, récipient en bronze utilisé pour des offrandes à l'époque Shang. La forme réfère à une notion philosophique chinoise du confucianisme où un ciel rond couvre la terre carrée. À l'entrée sud, on retrouve huit sculptures de lions en jade blanc.

## Galerie des collections

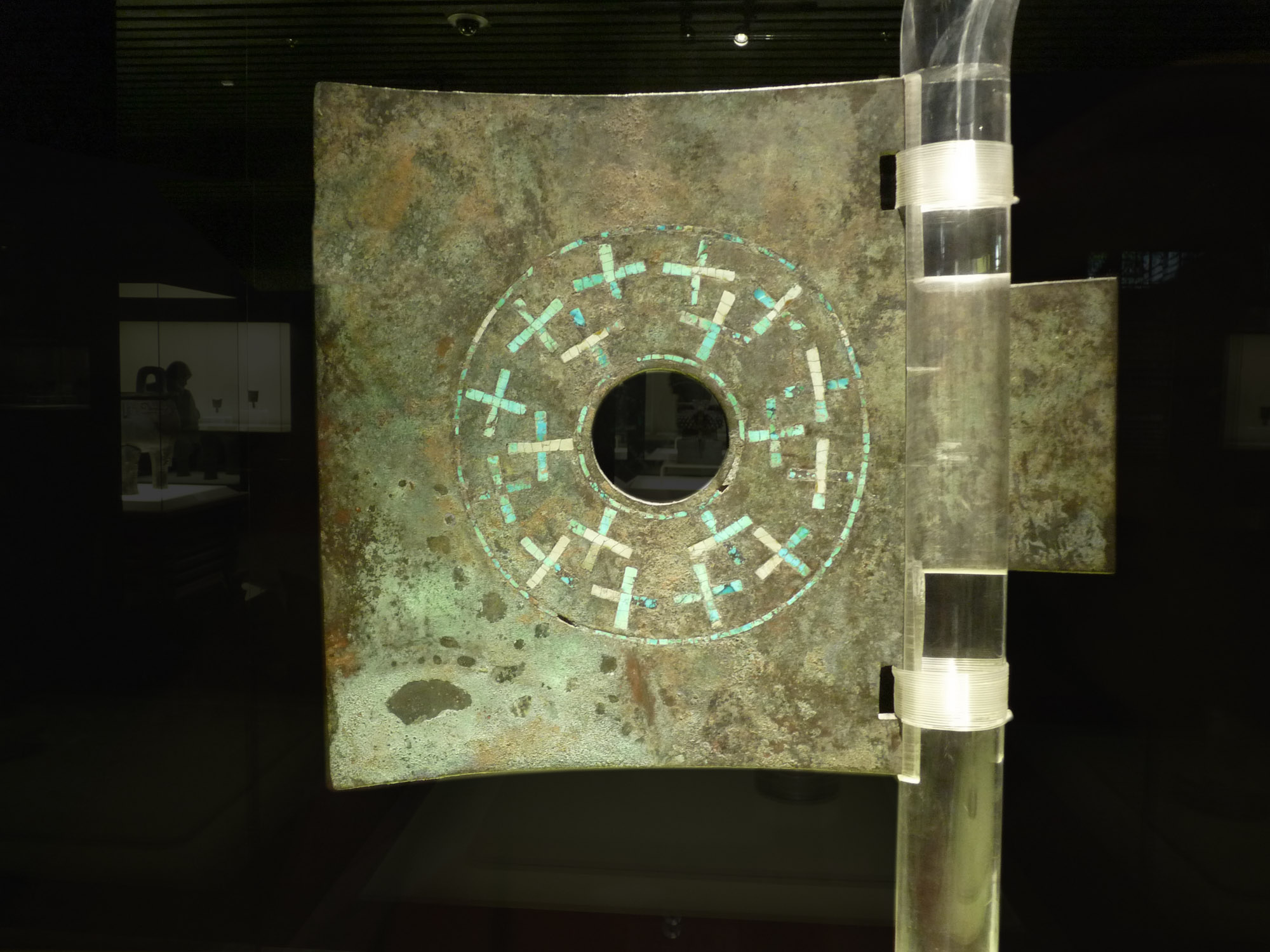
Hache d'arme de bronze yue, avec incrustations de turquoise en forme croix. Culture d'Erlitou finale, XVIe siècle AEC
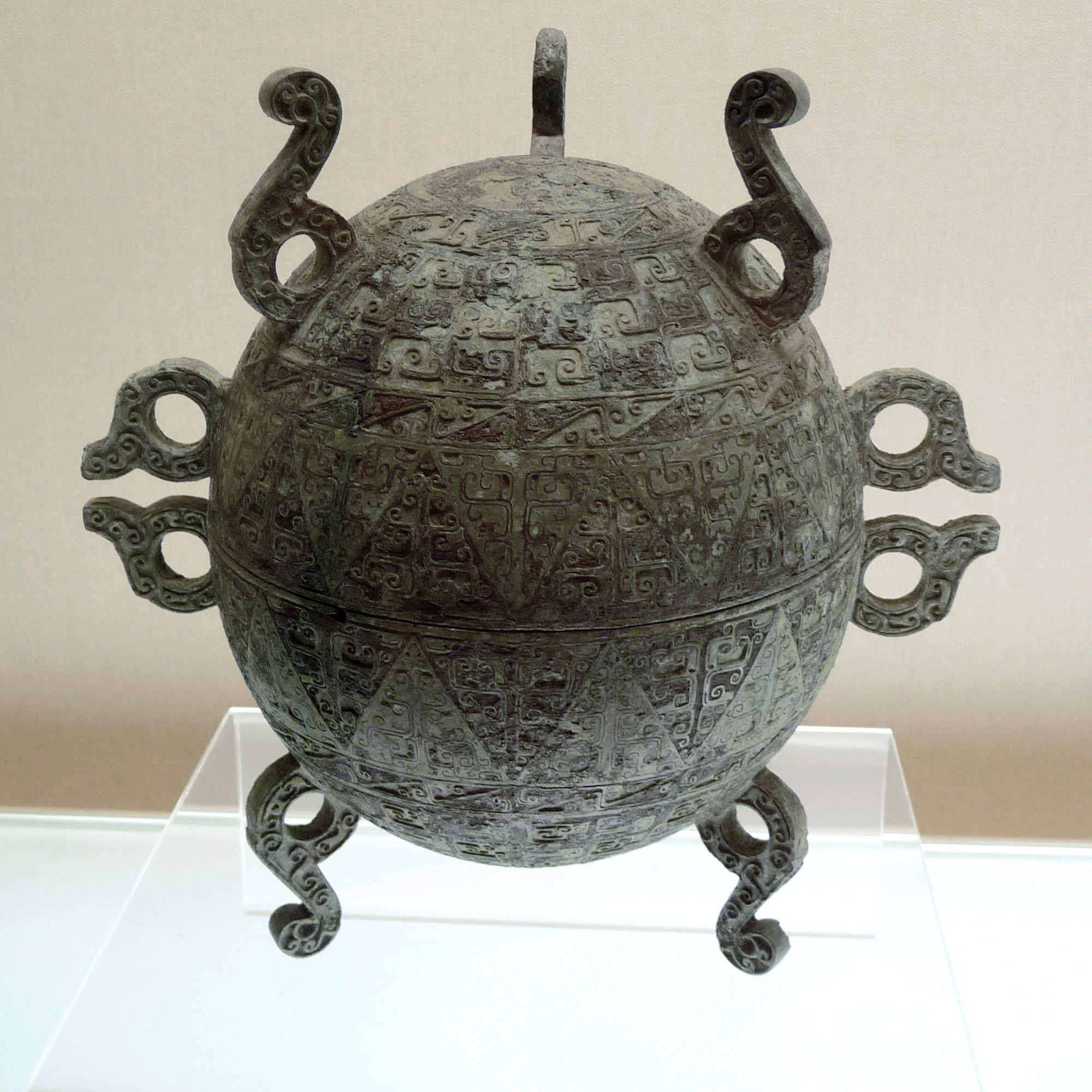
Vase dui: offrandes de céréales. Bronze incrusté de motifs géométriques en cuivre. H. 28 cm. Fin Royaumes combattants (fin IVe s.-220 AEC).
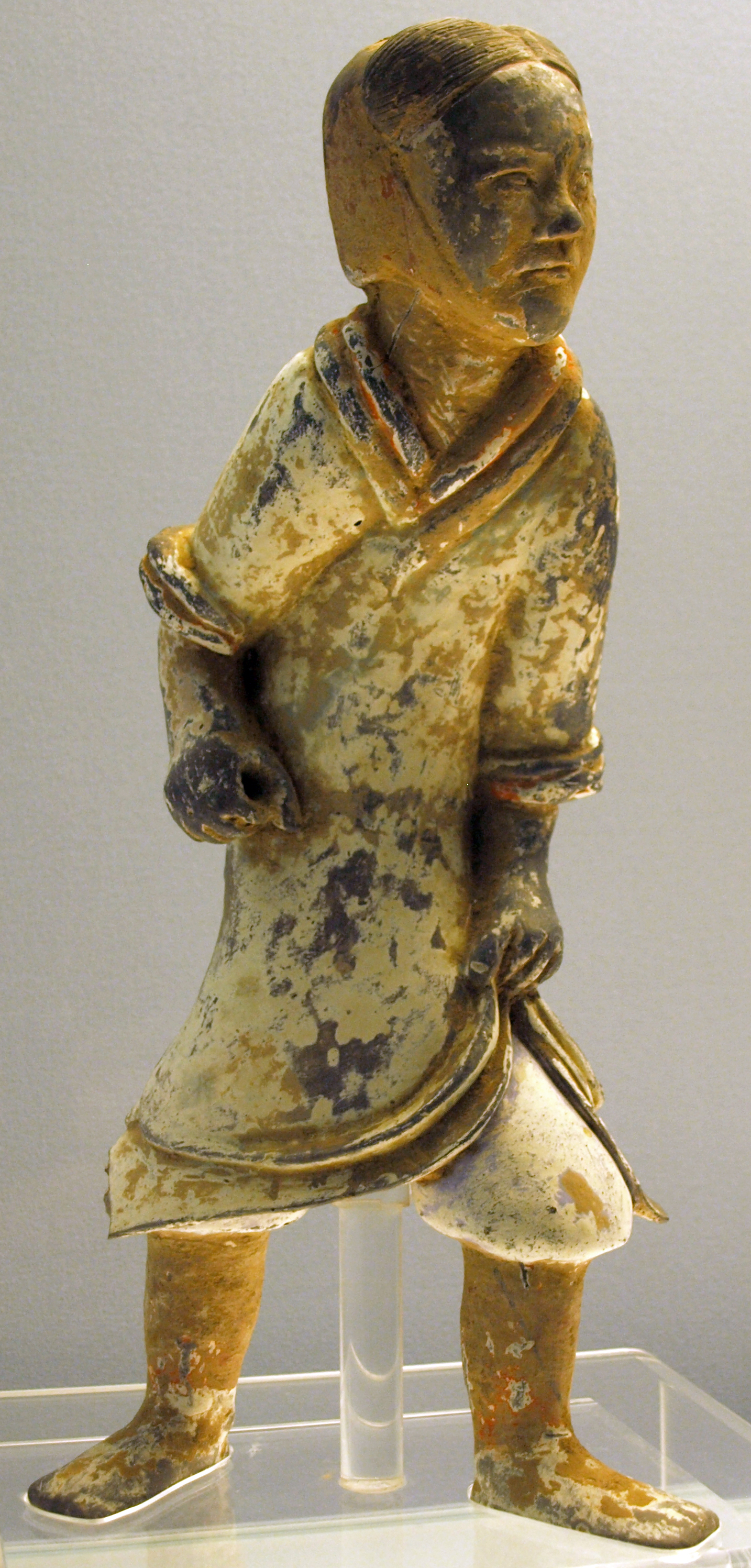
Figurine mingqi d'un paysan de l'époque Dynastie Han. Terre cuite peinte
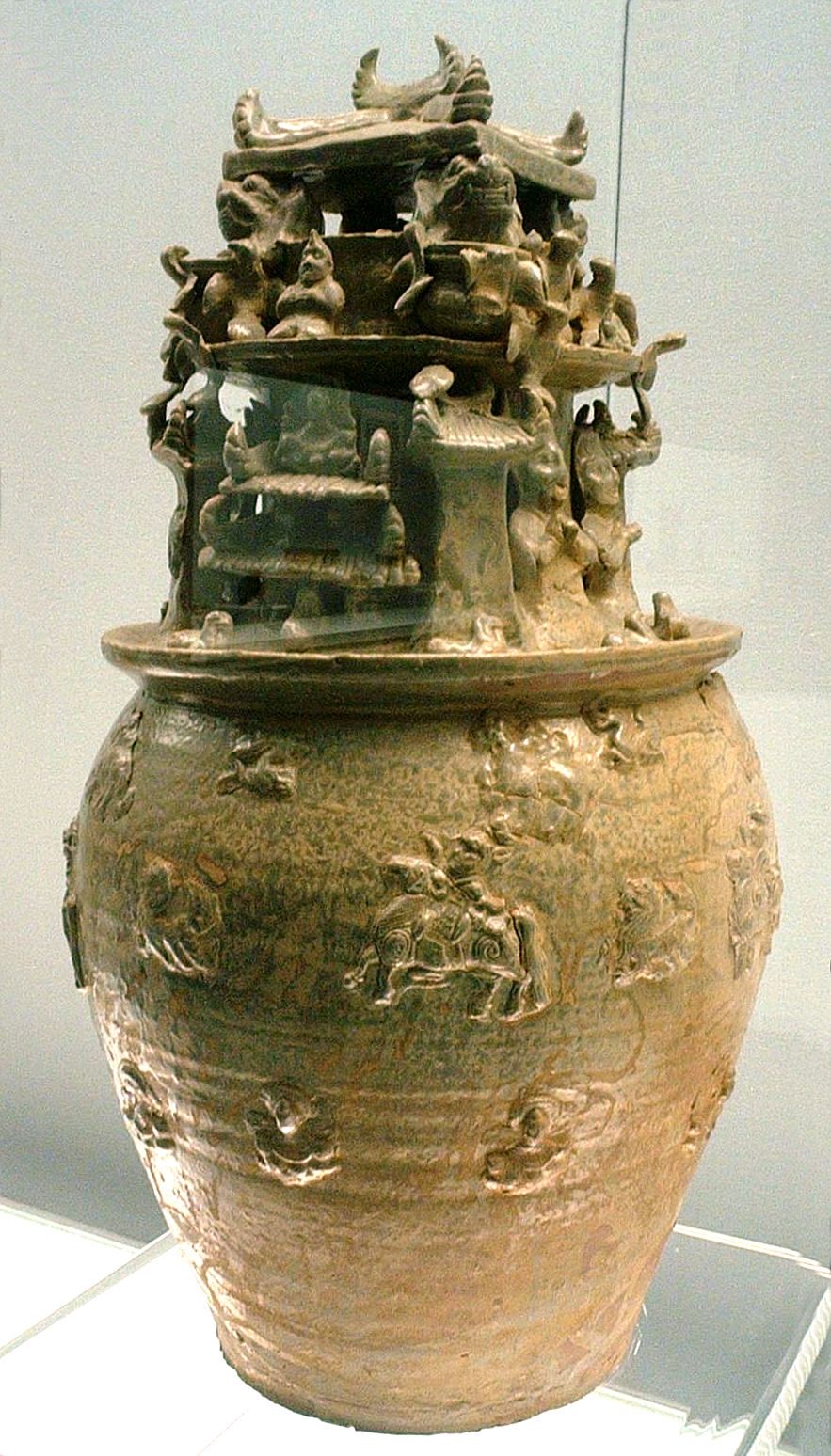
Urne funéraire, grès céladon de Yue. Sur l'ouverture : Pavillon et personnages. Décor moulé sur la panse. Jin occidentaux (265-316).
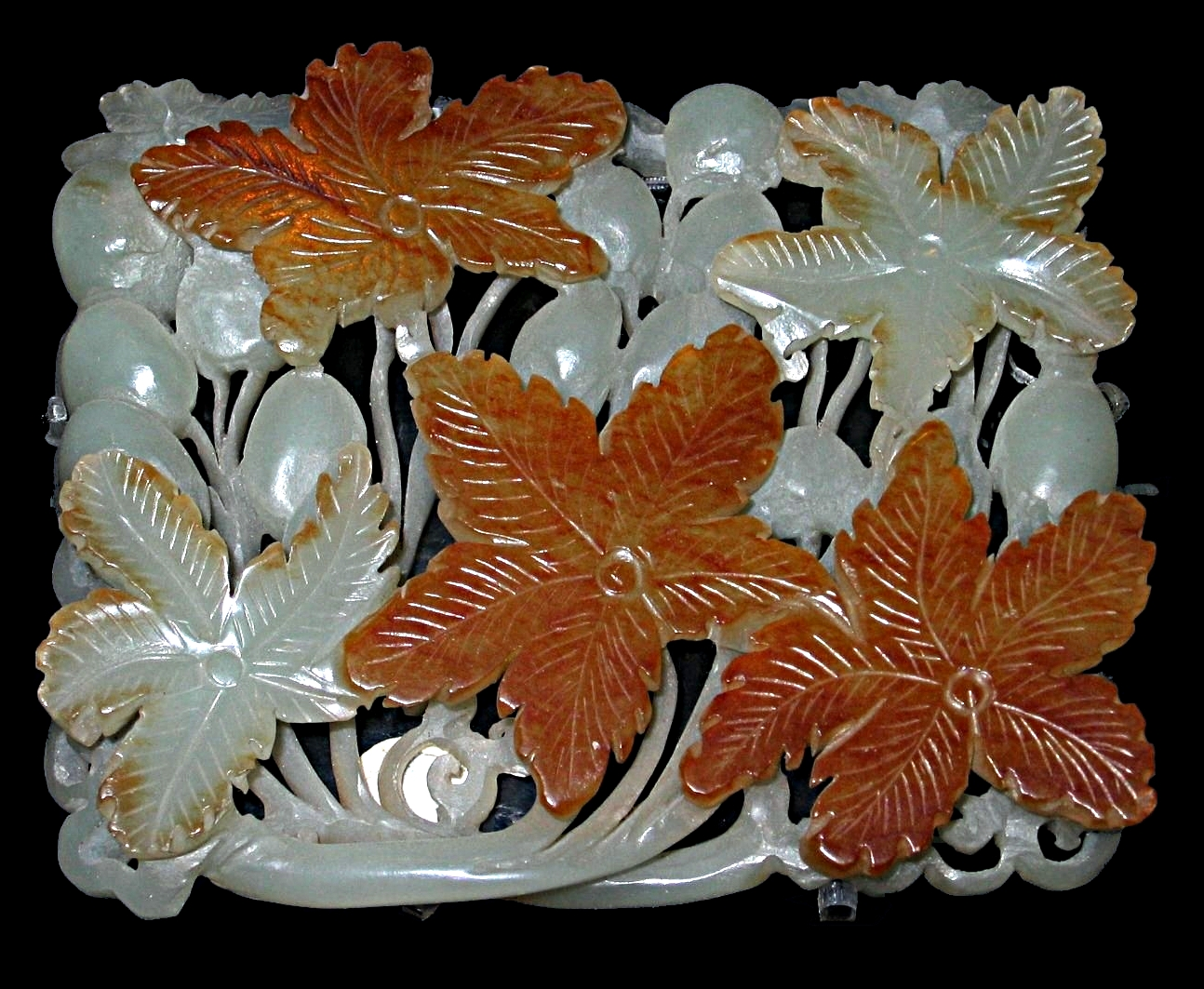
Ornement de jade à décor de vigne. Dynastie Jin (265-420)
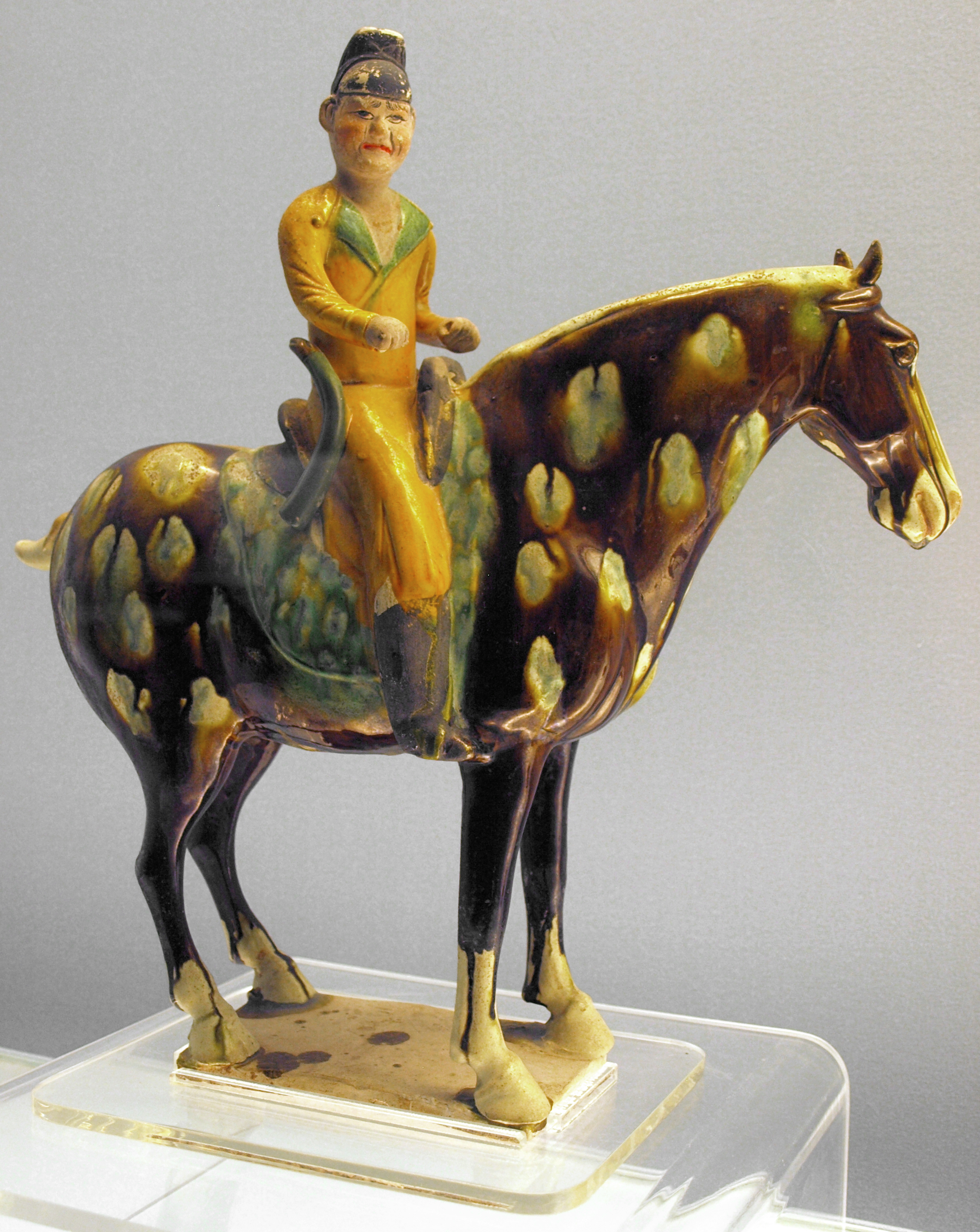
Un cavalier sur son cheval. Céramique funéraire mingqi aux trois couleurs, H. 40 cm env.. Dynastie Tang
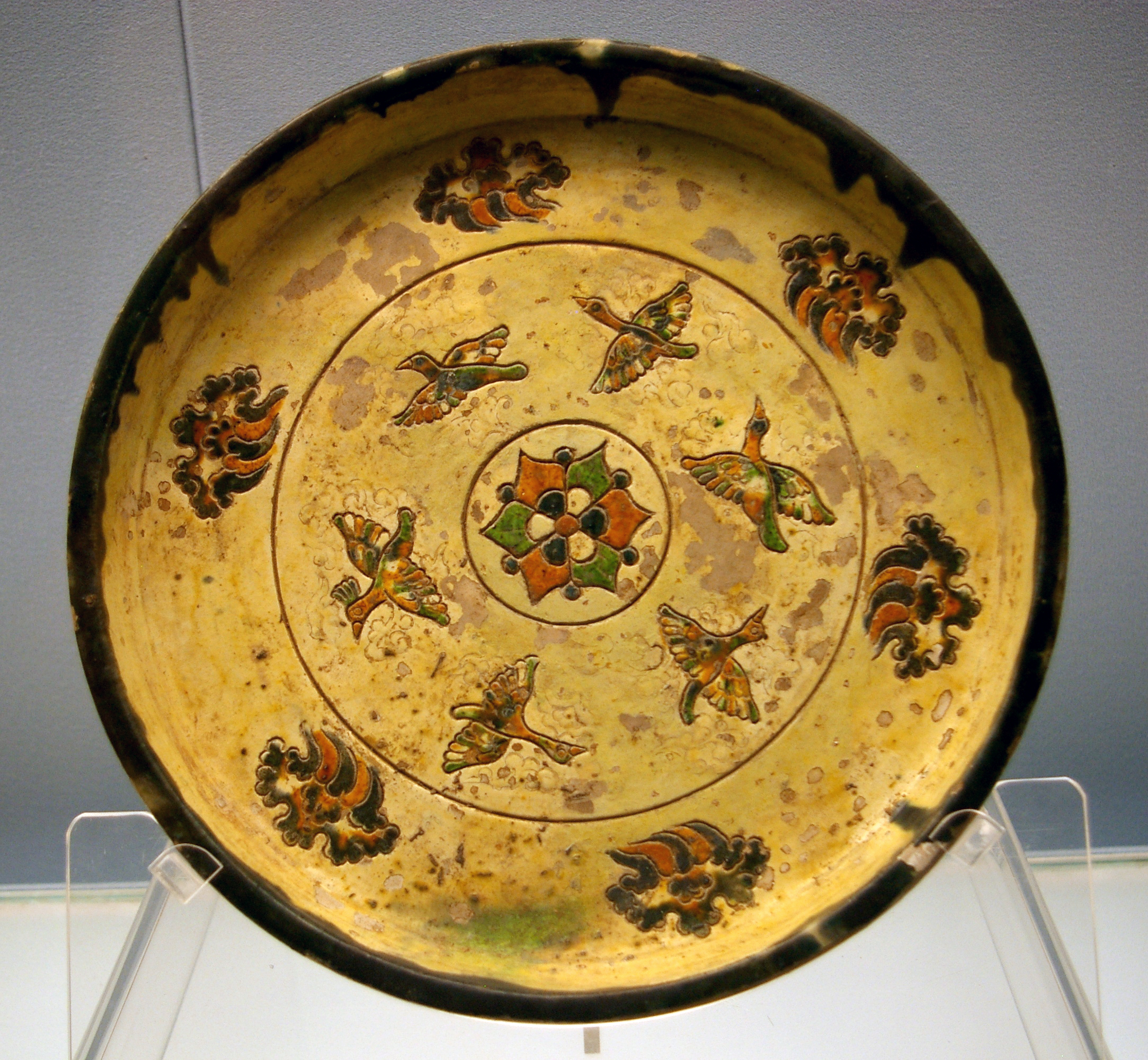
Plat à offrandes Tang d'inspiration sassanide, Chine du Nord, VIIIe siècle, céramique aux "trois couleurs" sur engobe, décor incisé, D. 30 cm env.
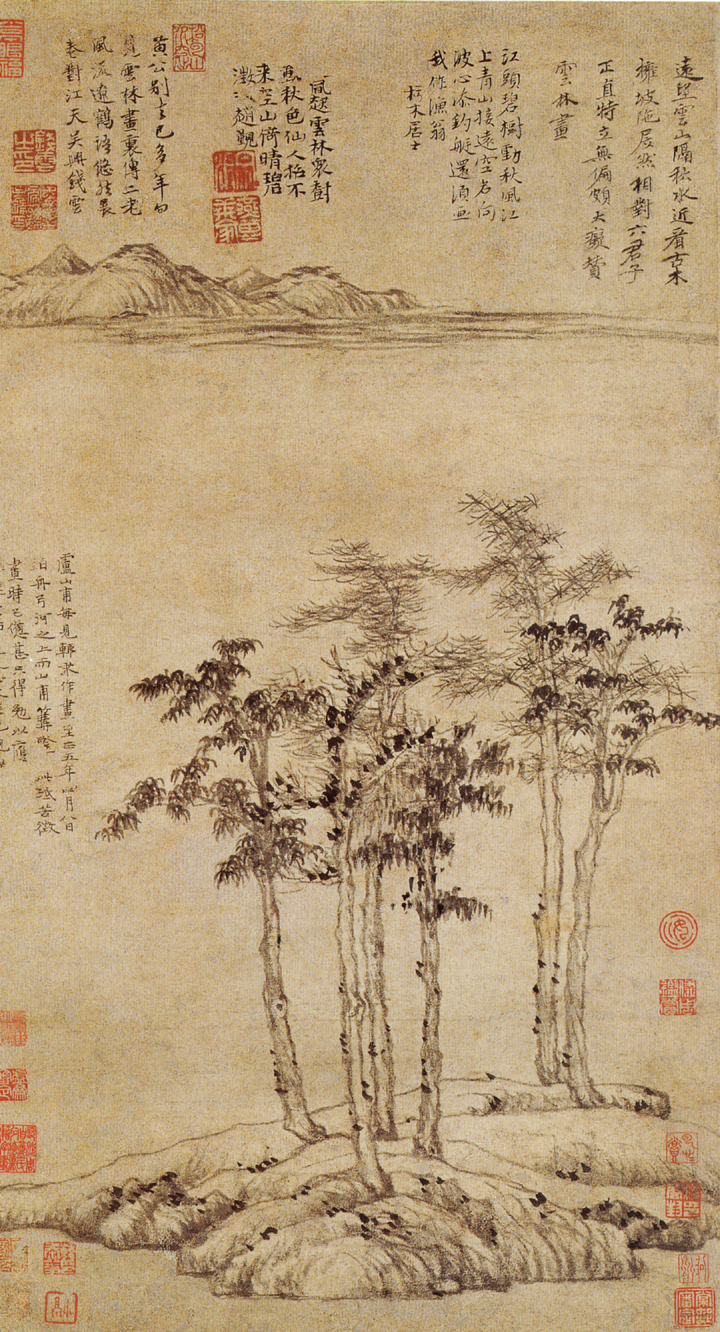
Six gentilshommes, Ni Zan, 1345, dynastie Yuan. Rouleau mural, encre sur papier, 61.9 x 33.3 cm
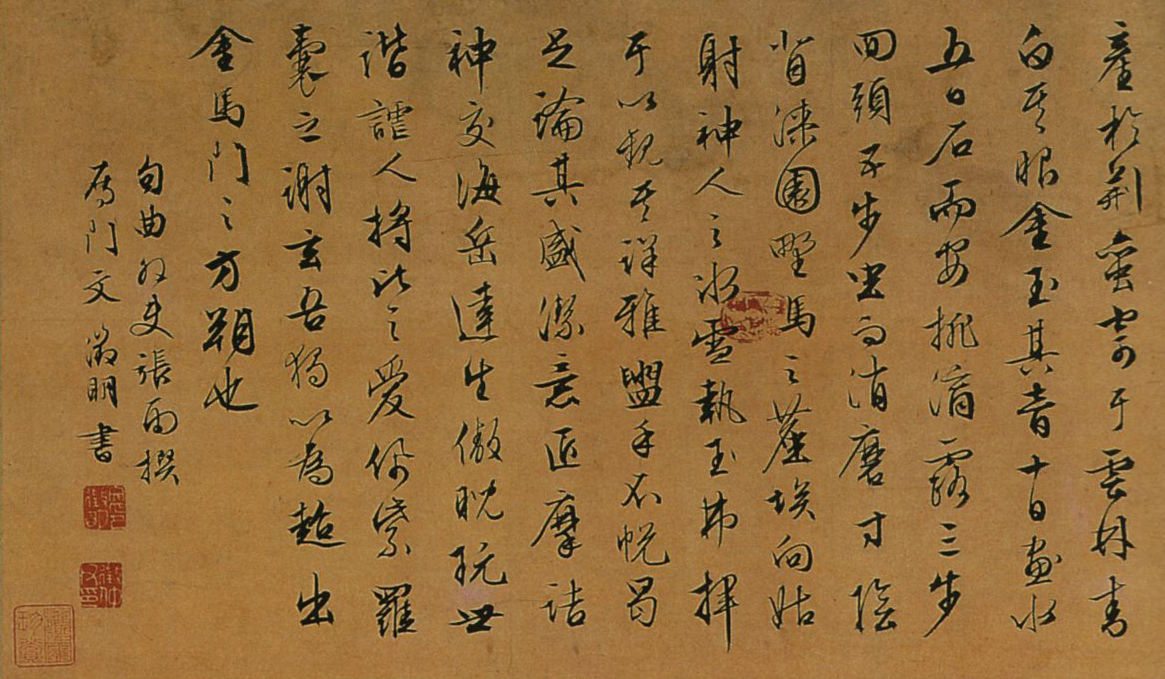
Calligraphie de Wen Zhengming(1508 - 1588), dynastie Ming, évoquant le portrait de Ni Zan. Encre sur soie
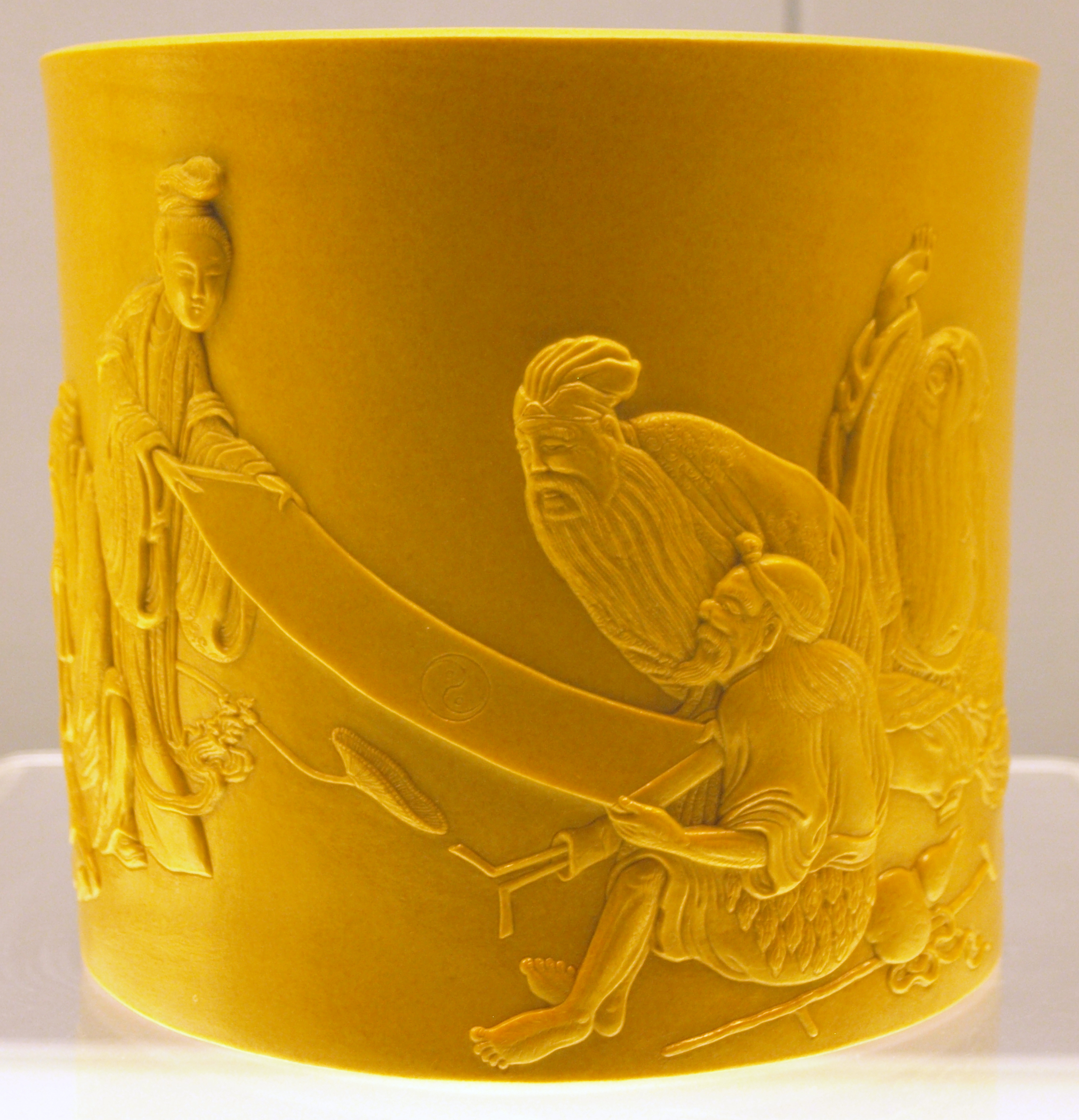
Pot à pinceaux de lettré, porcelaine de Jingdezhen. Dynastie Qing
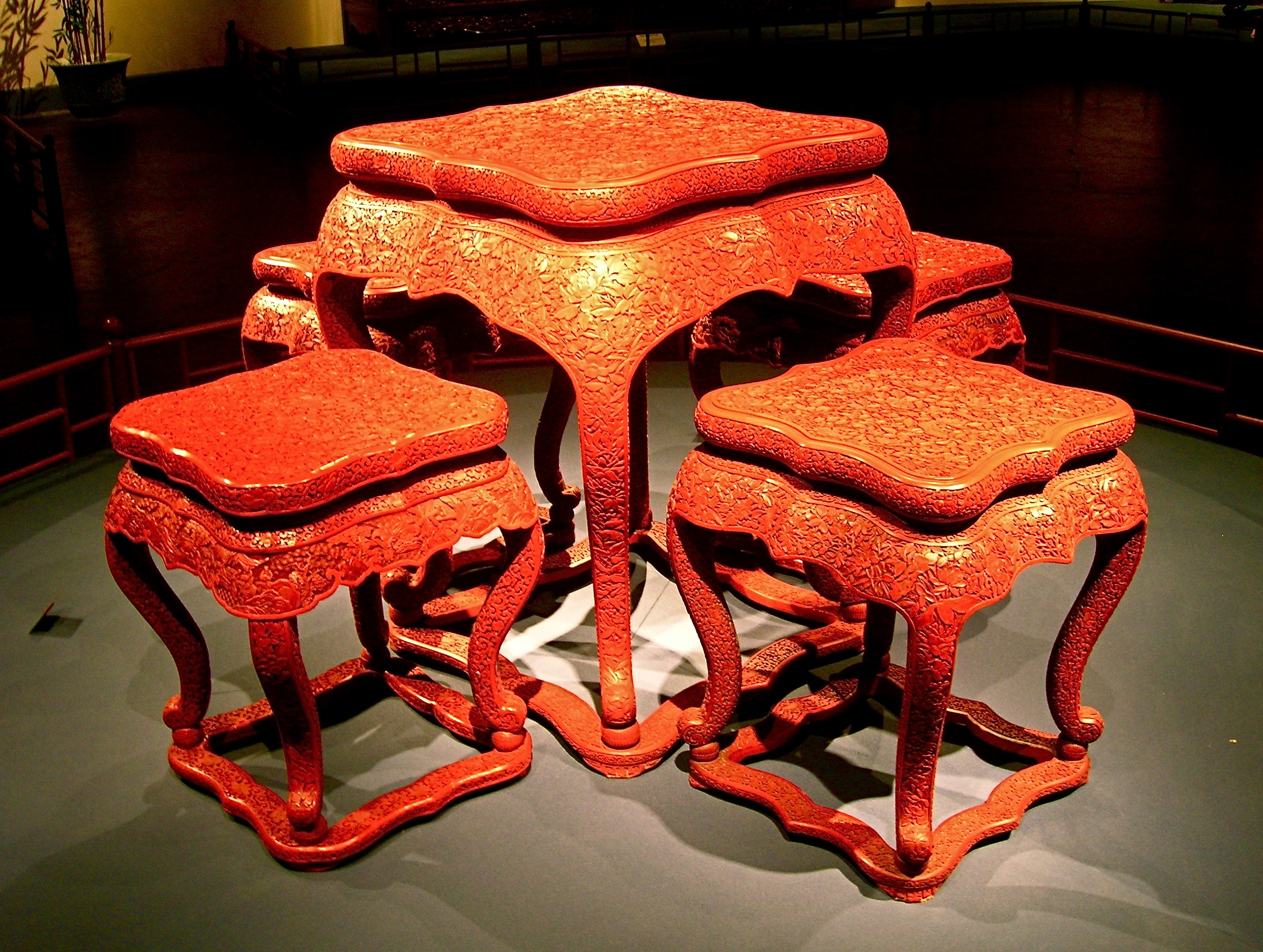
Table et ses sièges, bois laqué ciselée.
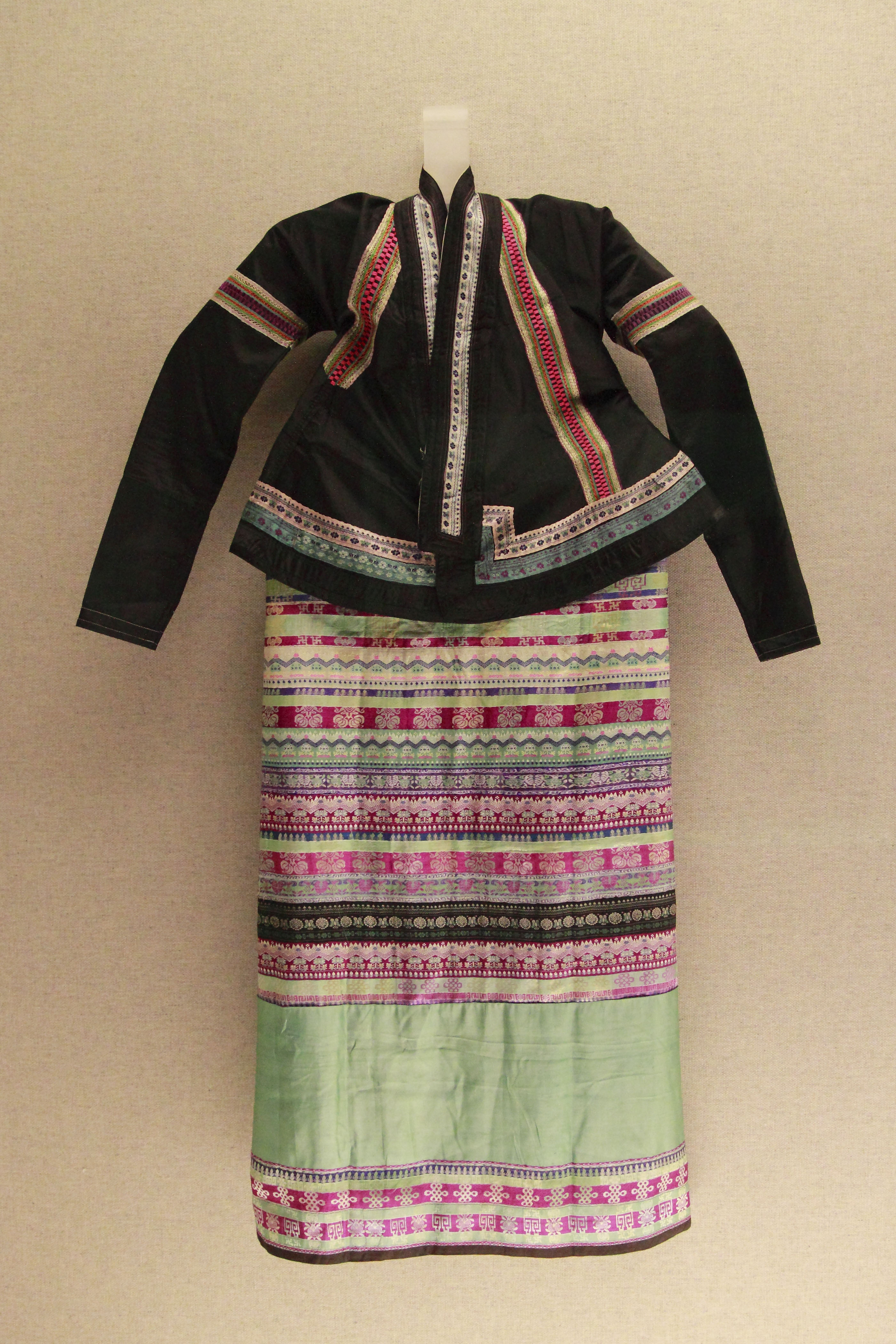
Ensemble féminin de l'ethnie Dai. Xishuangbanna, Yunnan. Broderie chinoise